# Antipalestinismo durante la guerra Israel-Gaza

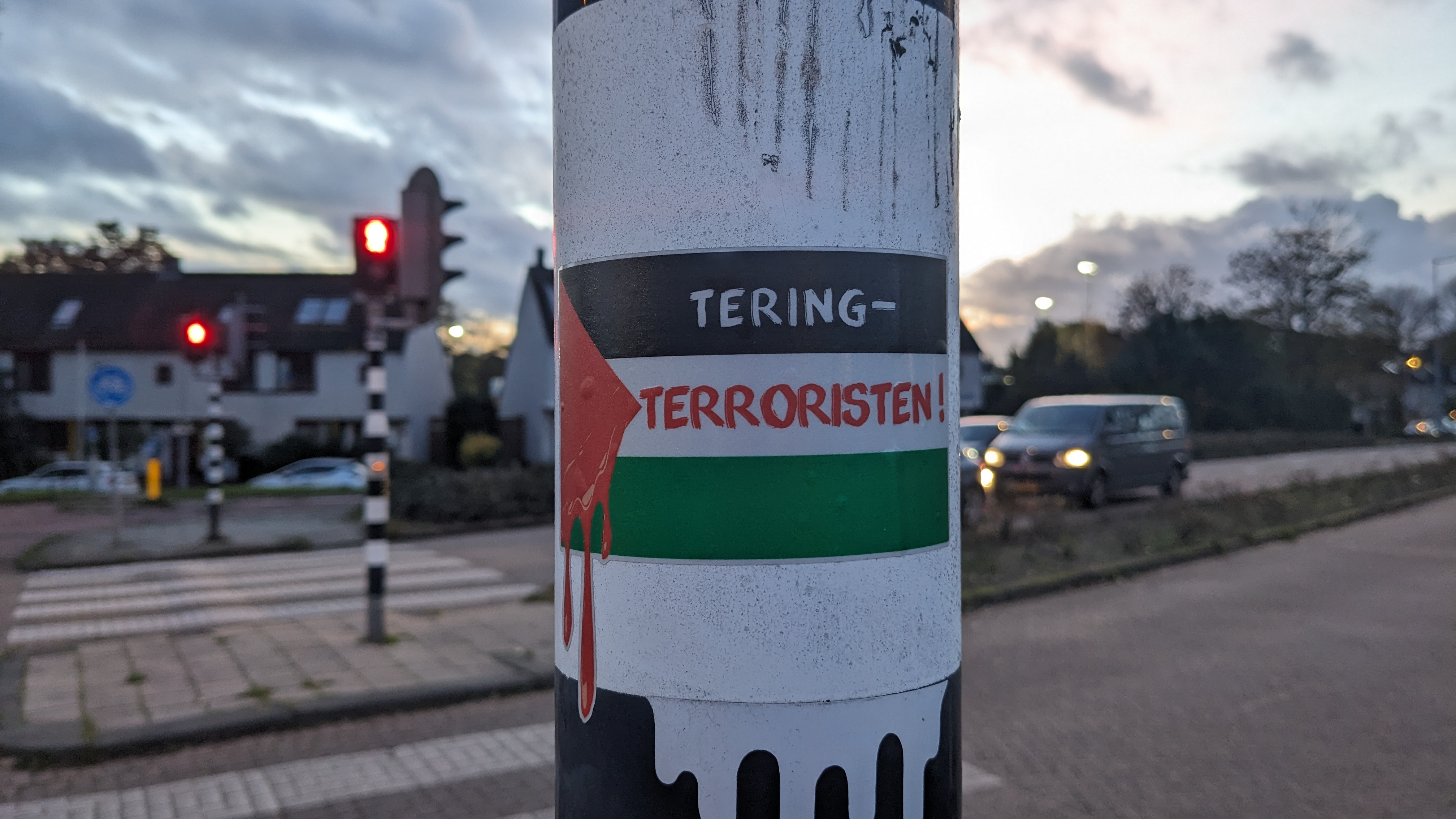
Afiche anti-palestino durante la guerra en la franja de gaza.

Tras el ataque de Hamás a Israel el 7 de octubre de 2023 y el estallido de la guerra entre Israel y la Franja de Gaza, ha habido un aumento del antipalestinismo, el racismo antiárabe y la islamofobia en todo el mundo. Los palestinos han expresado su preocupación por el aumento del antipalestinismo en los medios de comunicación y los crímenes de odio contra los palestinos. Grupos de derechos humanos han señalado un aumento en el discurso de odio contra los palestinos y la incitación a la violencia contra ellos.

## Asia

### Baréin
En octubre de 2023, un médico de ascendencia india en Baréin fue despedido del Hospital Real de Baréin por tuits antipalestinos que el hospital consideró «ofensivos para nuestra sociedad».

### India
Durante la guerra, ha surgido en la India una gran cantidad de propaganda y desinformación antipalestina, islamófoba y proisraelí, especialmente entre los nacionalistas hindúes. La desinformación antipalestina procedente de la India a menudo proviene de partidarios del primer ministro indio, Narendra Modi.

## Europa

### Bélgica
El 11 de diciembre, The Brussels Times informó que la Oficina de Extranjeros de Bélgica había ordenado a los municipios que retiraran la ciudadanía a los niños belgas de padres palestinos, aunque un portavoz del Secretario de Estado de Asilo y Migración negó que esta acción estuviera relacionada con la guerra en curso.

### Francia
El Ministro del Interior de Francia ordenó a las autoridades locales que prohibieran todas las protestas pro palestinas. El periodista francés Alain Gresh ha afirmado que el partido Renacimiento de Emmanuel Macron tiene una «posición antipalestina muy fuerte».El 14 de octubre, la periodista franco-argelina Taha Bouhafs fue arrestado mientras cubría una protesta pro Palestina en París. Le dijo a la revista +972 que la policía estaba «estrangulando a la gente» y que la policía lo multó por participar en una «manifestación ilegal» a pesar de mostrar su tarjeta de prensa. También afirmó que la policía amenazó con romperle las piernas si lo volvían a ver en una protesta.

### Alemania
Alemania prohibió la exhibición de varios símbolos palestinos, como la bandera palestina y la keffiyeh, incluso en las escuelas. Los palestinos en Alemania describieron haber enfrentado represión por parte de las autoridades cuando intentaron protestar en apoyo de Palestina, siendo objeto de represión, arrestos y posible discriminación racial. El 18 de octubre, se vio circulando en las redes sociales un vídeo de la policía alemana aplastando una vigilia con velas por los palestinos muertos. Los manifestantes propalestinos en Neukölln se enfrentaron a demostraciones de fuerza excesiva, incluido el uso de gas pimienta y cañones de agua. Hanno Hauenstein de The Nation describió «un clima de miedo» en el país creado por la guerra entre Israel y Hamás, exacerbado por las acciones de «línea dura» del gobierno. Un defensor palestino de los derechos humanos calificó la respuesta de Alemania a estas protestas como "macartismo en el sentido más puro", y una manifestante le dijo a Al Jazeera en inglés que no estaba segura «si realmente tenemos libertad de expresión en Alemania [con respecto a Palestina]».
En respuesta a estas restricciones, las organizaciones de derechos humanos instaron a las autoridades a garantizar y permitir el derecho de todas las personas a expresar sus opiniones y reunirse pacíficamente. Alemania también enfrentó críticas de países musulmanes como Indonesia, quienes argumentaron que estaban impidiendo que manifestantes pacíficos mostraran públicamente su apoyo a los palestinos.
El 13 de octubre, Litprom canceló abruptamente un LiBeraturpreis para la autora palestina Adania Shibli por su libro Minor Detail, una novela basada en parte en la historia real de una violación y asesinato de una niña palestina en 1949 por soldados israelíes; originalmente estaba previsto que se presentara en la Feria del Libro de Frankfurt el 20 de octubre. A continuación, más de 1000 autores y editores –entre ellos Colm Tóibín, Hisham Matar, Kamila Shamsie y William Dalrymple, así como los premios Nobel Abdulrazak Gurnah, Annie Ernaux y Olga Tokarczuk– firmaron una carta abierta criticando esta decisión, afirmando que el Libro Fair tenía “la responsabilidad de crear espacios para que los escritores palestinos compartieran sus pensamientos, sentimientos y reflexiones sobre la literatura en estos tiempos terribles y crueles, sin cerrarlos”.
El 13 de noviembre, el Museo Folkwang suspendió una exposición sobre afrofuturismo de la curadora Anaïs Duplan después de que expresaron su apoyo a Palestina y "tomar partido personalmente con la campaña BDS" en Instagram. Al día siguiente, el poeta indio Ranjit Hoskote renunció a su puesto en el comité de selección de curadores de Documenta, después de que la exposición lo criticara públicamente por firmar una carta de BDS India en 2019, calificándola de "explícitamente antisemita". La carta en cuestión denunciaba un evento "sionista" organizado por el concilio israelita de Mumbai y coorganizado por la Asociación de Amistad Indo-Israel; La carta también llamaba a Israel un "estado de apartheid " que participaba en un "colonialismo de colonos". Durante los dos días siguientes, todo el comité dimitió, citando el clima social creado por la guerra entre Israel y Hamás en una carta abierta, y el "descrédito público y mediático indiscutible" de Documenta hacia Hoskote en particular.
Masha Gessen (una periodista judía ruso-estadounidense que perdió a familiares en el Holocausto) escribió un ensayo el 9 de diciembre, argumentando que la cultura alemana de la conmemoración del Holocausto estaba siendo utilizada como un "instrumento político cínicamente manejado" por el AfD. para atacar a los inmigrantes musulmanes. Gessen condenó las atrocidades cometidas por Hamás el 7 de octubre, pero también criticó los bombardeos israelíes sobre la Franja de Gaza, que consideraba altamente destructivos y comparables a un gueto de Europa del Este "liquidado" por los nazis. A continuación, la Fundación Heinrich Böll anunció que retiraba su apoyo a Gessen para ganar el Premio Hannah Arendt, rechazando la comparación de Gaza con un gueto judío como "inaceptable".
El 23 de diciembre, activistas legales y de derechos humanos informaron que un estudiante de 21 años fue asesinado en Hamburgo en relación con su activismo tanto en línea como fuera de línea.